# Akebia quinata
Espèce
Akebia quinata, l’Akébie à cinq feuilles, est une espèce de plantes à fleurs de la famille des Lardizabalaceae. C'est une liane semi-persistante originaire des forêts tempérées d'Asie orientale.
Elle est présente au Japon (Honshū), en Corée et en Chine (jusqu'au Hubei). Ses fleurs odorantes s'épanouissent d'avril à mai.
Principalement diffusée comme plante décorative, l’akébie est aussi un fruit/légume comestible mal connu en Occident, sous-exploité et prometteur : les essais de domestication sont en cours en Asie septentrionale. Sa rusticité est assez bonne , elle peut résister à des températures assez basse, jusqu’à -15 °C, ce qui correspond a une zone de rusticité 7b.
Les fruits de différentes couleurs selon les variétés (du blanc au pourpre-bleu) murissent entre septembre et octobre. La pulpe douce et gélatineuse représente entre 17 % et 40 % du poids de fruits, elle entoure les graines (amères si on les croque). Le mésocarpe amer se mange cuit.

## Étymologie
Le mot « akébie » est la transcription phonétique du nom vernaculaire japonais de la plante (アケビ / 開け実). Il est composé de « aké » (開け, ouvert) et de « bi » (実, fruit) et signifie littéralement « fruit ouvert ».

## Historique et domestication
L'akébie est depuis toujours fruit de cueillette (y compris pour les singes japonais en hiver) pour sa pulpe et ses utilisations médicinales, notamment en médecine chinoise : diurètique, amélioration de la circulation sanguine, détoxication et anti-cancer.
La domestication en tant que fruit cultivé débute en Chine dans les années 1950 par la collecte des variétés sauvages. Dans le Nord du Japon, sa culture date du début du XXIe siècle. Les Chinois avancent rapidement vers la commercialisation de fruits de culture.
L'objectif de la sélection est un fruit plus gros, d’une couleur bleue séduisante, vendu pour sa pulpe. Les fruits de culture sont récoltés une semaine avant leur ouverture spontanée. L’amélioration des cultures vise à obtenir des fruits à la pulpe abondante et aux graines peu sensibles sous la dent ou molles, ainsi qu'une maitrise des problèmes d'interfécondation.

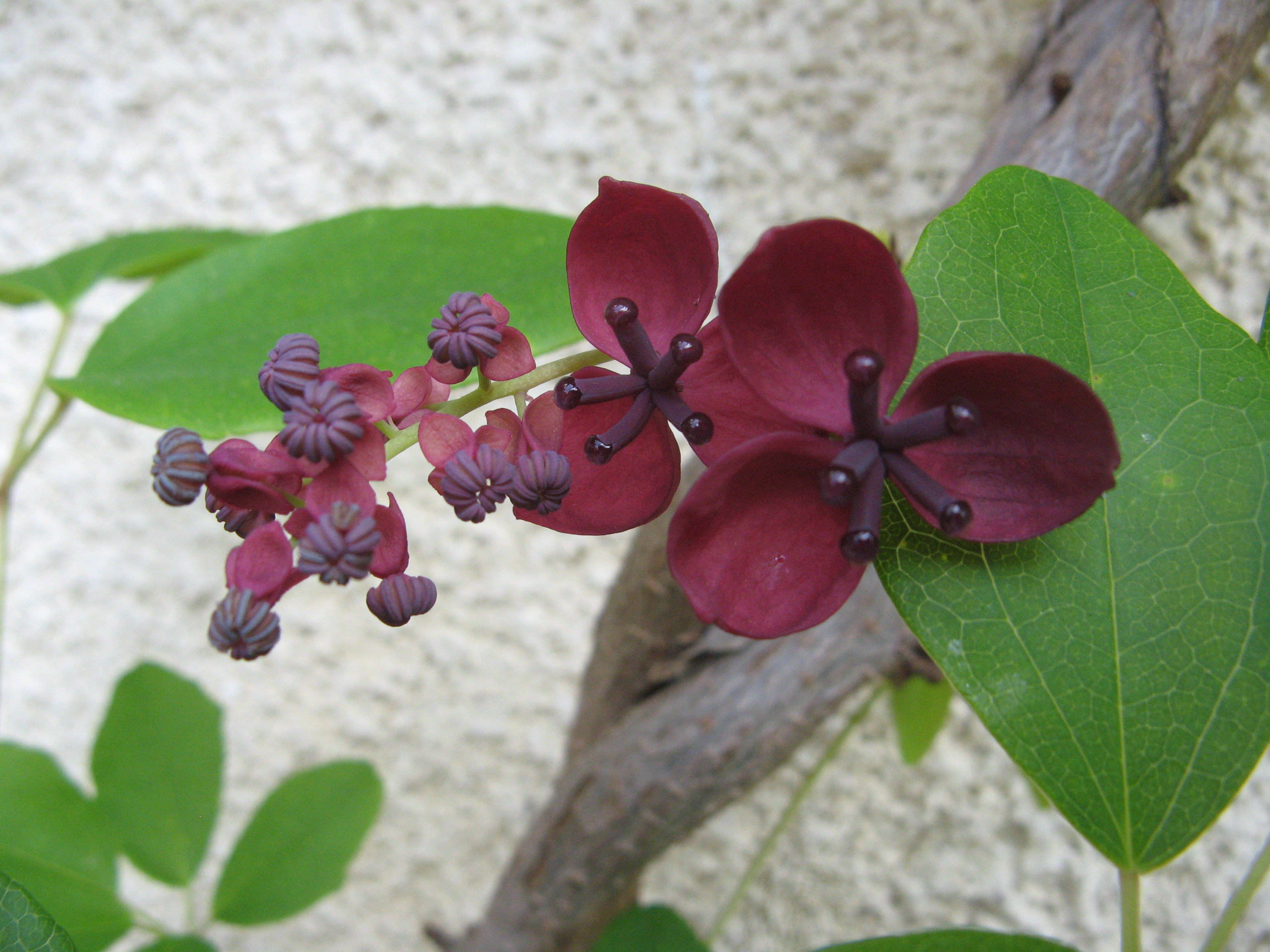
Fleurs mâles (les petites) et femelles.
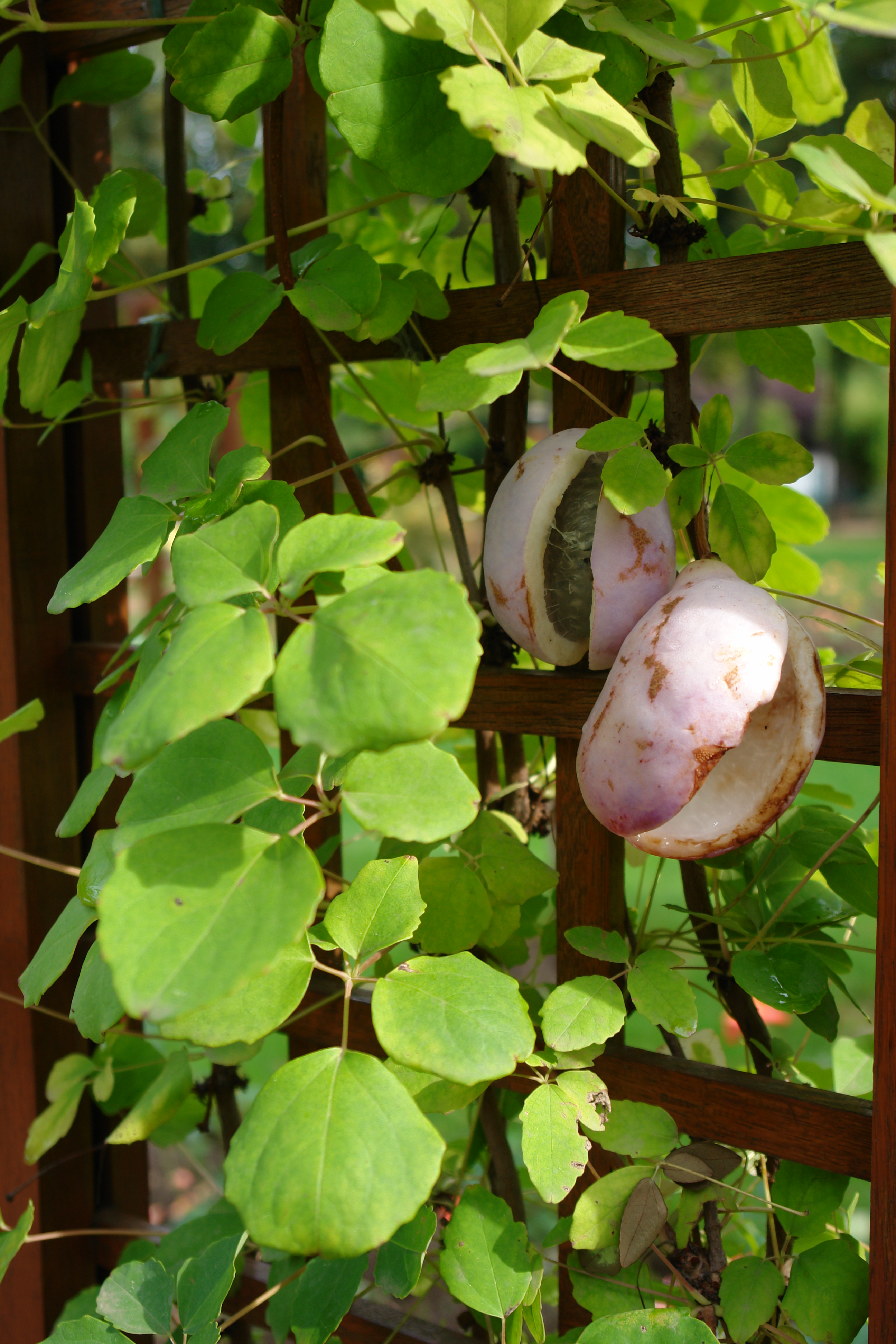
Fruits.

## Nutrition
La publication la plus complète est chinoise ; les auteurs considèrent le fruit d'akébie comme un « nouveau fruit » potentiel à cause « de sa valeur nutritionnelle et de sa contribution potentielle à une alimentation saine ». En 2005 Wang Zhongyan et al. ont démontré l'intérêt de domestiquer et de commercialiser le fruit.
« La pulpe du fruit sec contient 50,32 % de sucre au total, 2,45 % de protéines brutes, 4,03 % de matières grasses, 3,86 % de fibres, et 6,38 % de cendres (Wang et al., 2004). Les sucres comprennent du fructose (4,10 g / 100 g), du glucose (2,78 g / 100 g) et du saccharose (1,57 g / 100 g). L’akébie semble étonnamment riche en vitamine C (108-930 mg / 100 g). La teneur en zinc, fer et manganèse est supérieure à celle des fruits tels que la pomme, la poire, l'orange… » (citation de la publication Li Li et al.)
Le gout insipide de la pulpe devient « délicat, doux et de texture juteuse, évoquant banane, litchi, et fruit de la passion », à maturité pour les meilleurs cultivars.
L'activité anti oxydante est mal connue, une étude coréenne la met en évidence dans un vinaigre d'akébie.

## Utilisation et recettes

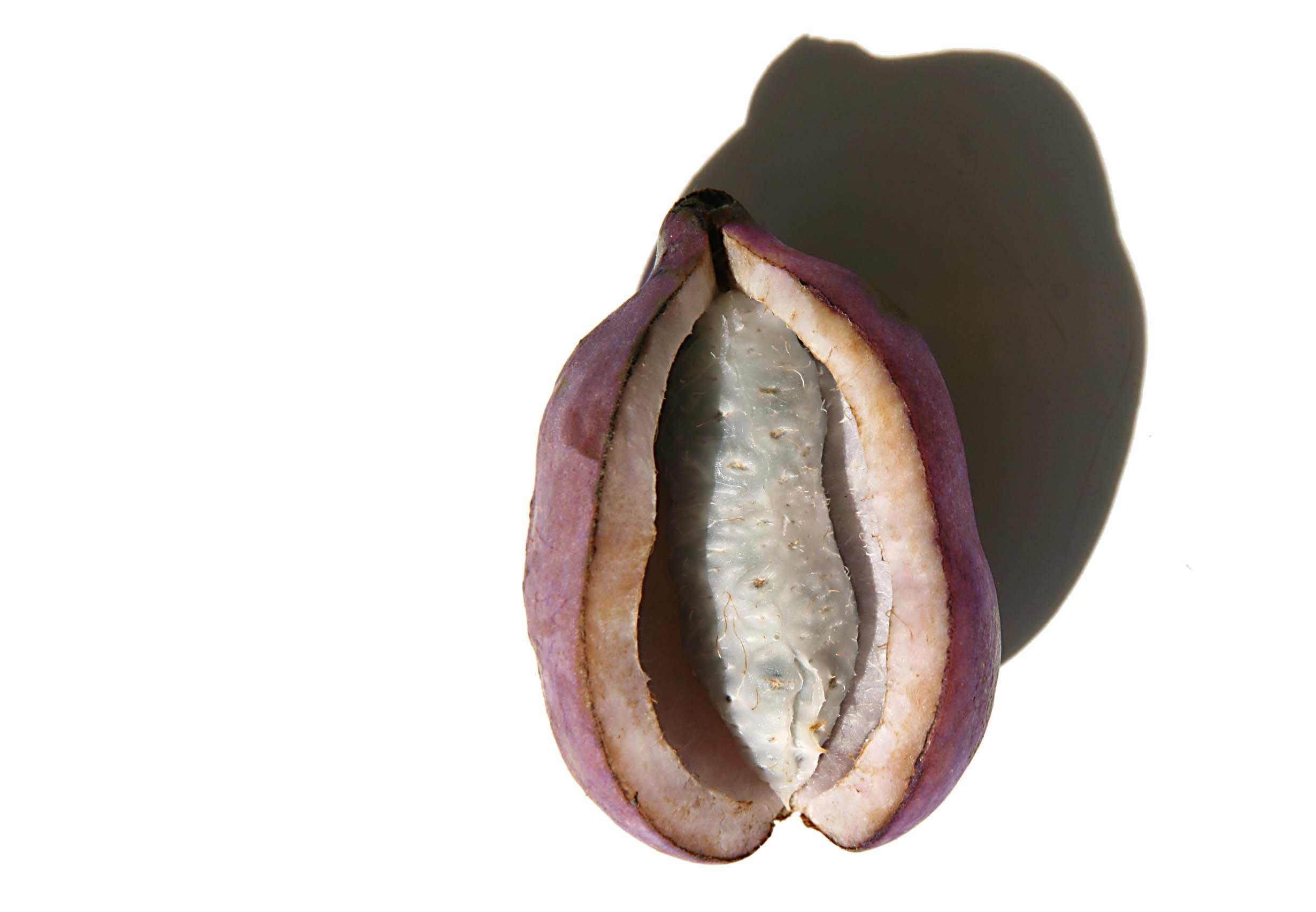
Le fruit de l'akébie ouvert.

### La pulpe
La partie gélatineuse sucrée qui entoure les graines se mange crue quand le fruit s'ouvre, son gout n'est pas très marqué. On la laisse fondre dans la bouche sans croquer les graines. La pulpe séparée des graines dans une passoire sert à la confection des glaces et sorbets, des liqueurs.

### L'enveloppe
Le mésocarpe amer se consomme cuit, principalement sauté ou frit en tempura : cuit, il conserve une texture croquante et une légère amertume.

### Les pousses
Les jeunes pousses se consomment cuites en brèdes.

## Médecine traditionnelle
La tige d’Akebia quinata — mutong en chinois — contient un akeboside, l'akebine. La médecine chinoise l'utilise en décoction comme antalgique, antifongique, anti-inflammatoire, diurétique, emménagogue, fébrifuge, laxatif, galactogène, stimulant, stomachique et vulnéraire.
La recherche chinoise actuelle inventorie les composants d’Akébia quinata et leur action anti tumorale,.

### Saponines
Comme la margose ou l'aubergine, la présence de saponines dans le mésocarpe et dans les graines, entraine une action anti-inflammatoire, une inhibition de la sensibilité à la douleur est également démontrée chez le rat. L'inventaire des triterpènes-glucosides est en cours,,.

## Galerie

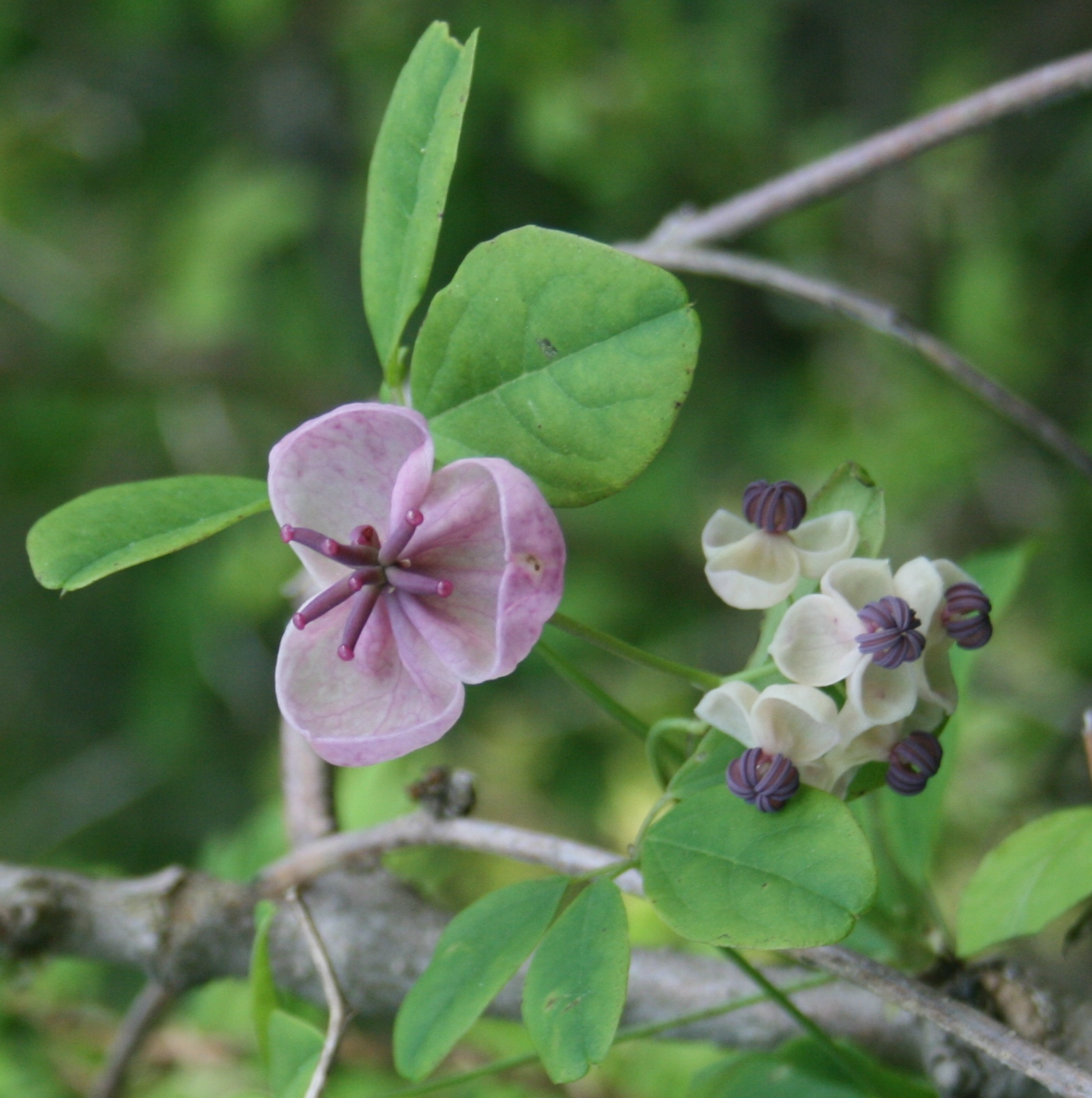
Une fleur femelle et cinq fleurs mâles (mont Ibuki).
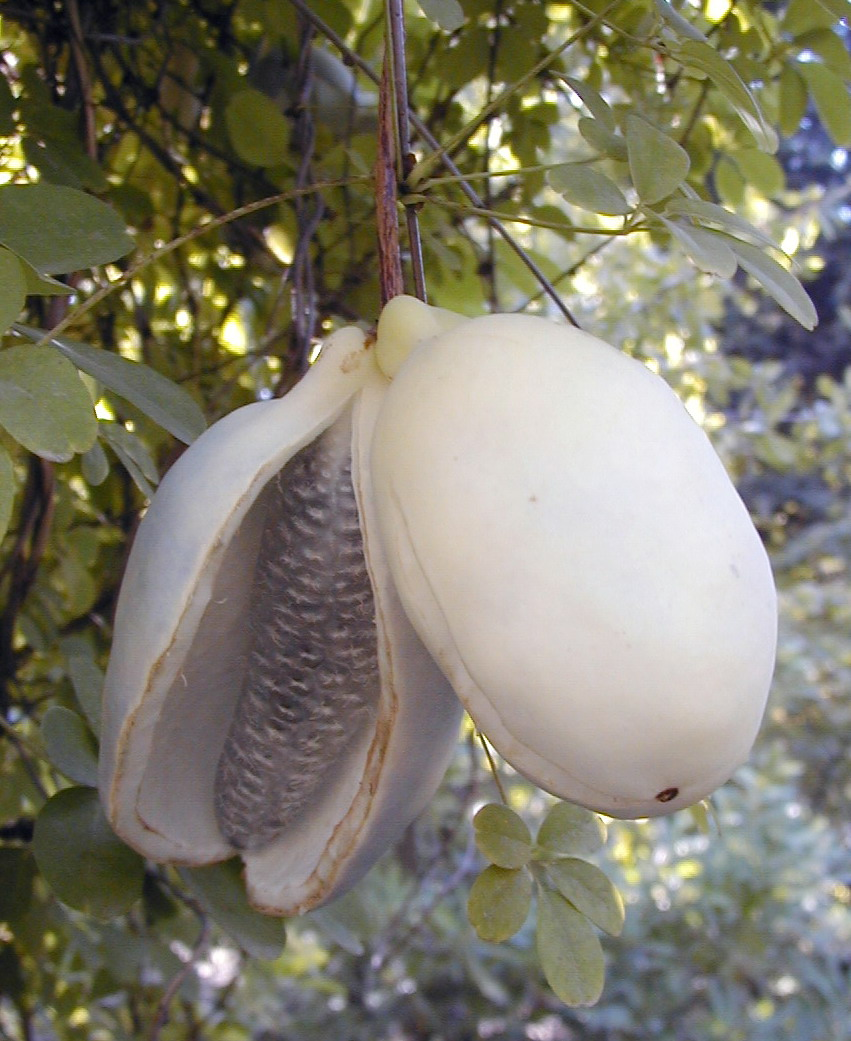
Fruit.
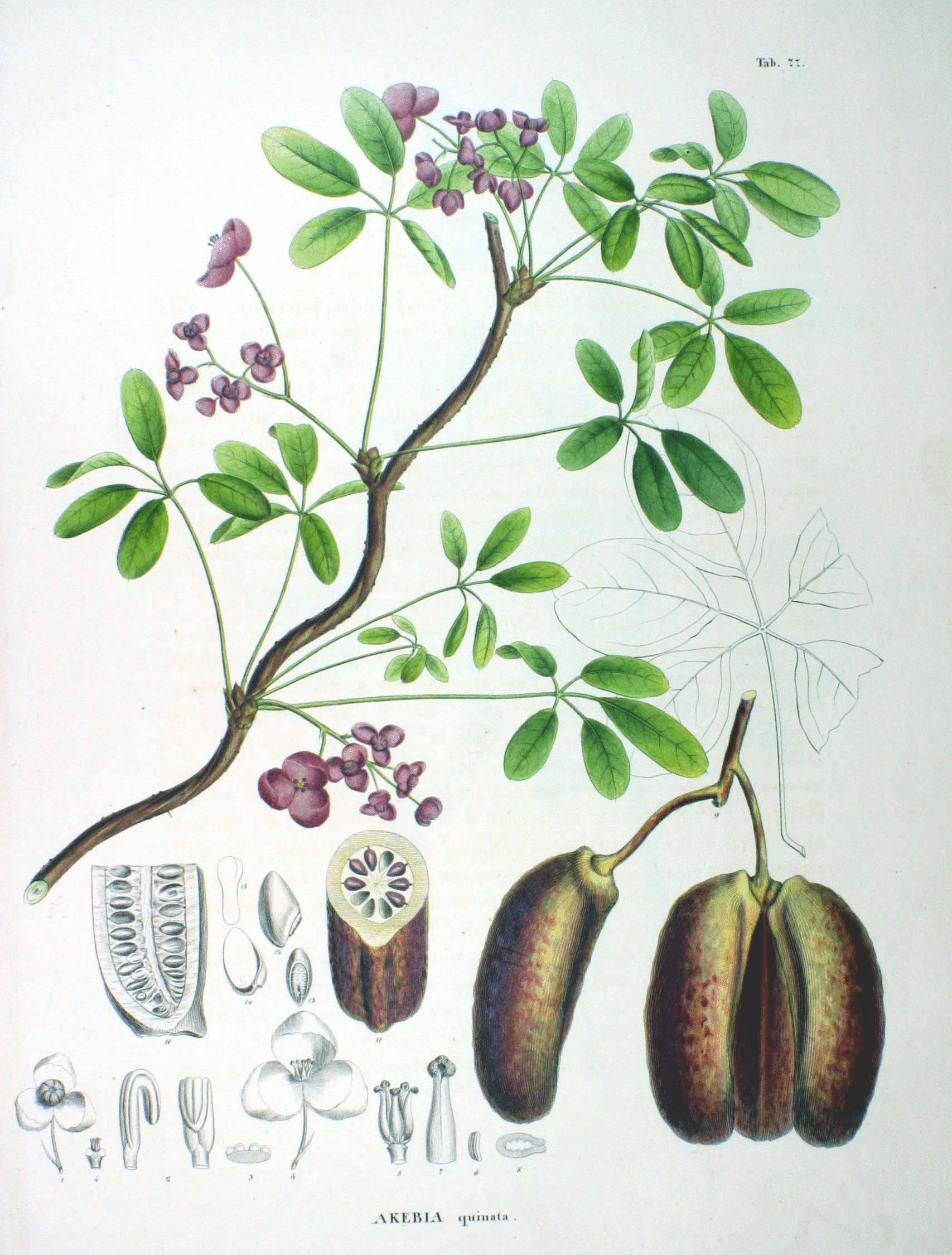
Planche botanique.
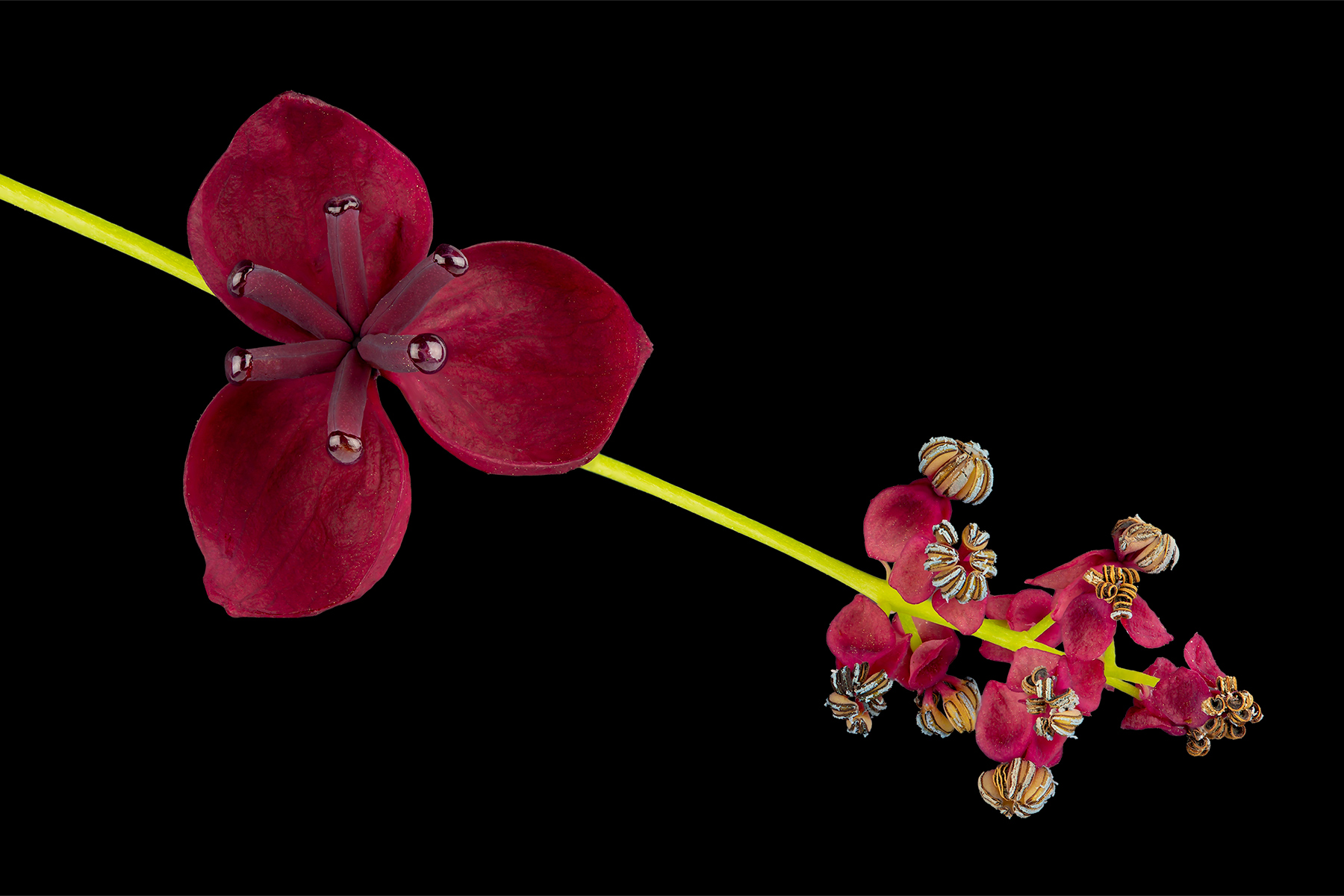
Détail de l’inflorescence.